# Afastamento e cassação de Eduardo Cunha
O processo de cassação de Eduardo Cunha consistiu em uma investigação contra o deputado federal Eduardo Cunha no Conselho de Ética da Câmara dos Deputados do Brasil por quebra de decoro parlamentar que resultou na cassação do mandato do deputado por 450 votos favoráveis e 10 contrários. O processo foi instaurado no dia 3 de novembro de 2015 e foi finalizado no dia 12 de setembro de 2016.

## Histórico

### Antecedentes
Cunha é investigado por ter ocultado a existência de contas bancárias no exterior e de ter mentido sobre a existência delas em depoimento à CPI da Petrobras em março de 2015.

### Processo no Conselho de Ética
Em 13 de outubro de 2015, os partidos PSOL e REDE protocolaram no Conselho de Ética da Câmara, representação solicitando a cassação do deputado Eduardo Cunha.
Na sessão do dia 19 de novembro, Fausto Pinato tentou ler o relatório, mas a sessão foi cancelada 20 minutos depois do início, porque Cunha iniciou a Ordem do Dia às 10h44, antes de haver quórum mínimo. No mesmo horário acontecia sessão do Conselho de Ética, porém adiada.
Em 1º de dezembro, depois de 6 horas de sessão com manobras de aliados para tardar os trabalhos, a reunião terminou sem votar o parecer devido à sessão do Congresso que começou no plenário da Câmara. No dia posterior, pelo mesma situação, a sessão do conselho foi cancelada mais uma vez.
O presidente do Conselho se reuniu em 3 de dezembro com o procurador-geral da República, Rodrigo Janot, para tratar do que seriam manobras de Cunha para tardar o processo.
Em 8 de dezembro, novamente houve numa sessão muita discussão e nenhuma decisão. Os trabalhos fora cancelados pelo início da Ordem do Dia no plenário principal, quando foram votados os nomes para a comissão especial do impeachment da presidente Dilma Rousseff.
Em 9 de dezembro de 2015, Fausto Pinato é destituído da relatoria na sessão pela Mesa Diretora da Casa.
Pinato leu o relatório no dia 24 de novembro de 2015, quando aliados do deputado solicitaram mais tempo analisar.
Depois de vários adiamentos, foi aprovado no dia 2 de março de 2016, o relatório preliminar que pedia a continuidade do processo disciplinar com pedido de cassação do deputado, e com isto fará com que ele seja investigado por quebra de decoro por ter escondido contas bancárias no exterior.
No início de maio, Eduardo Cunha foi afastado do mandato pelo Supremo Tribunal Federal. O relator do processo de cassação, o deputado Marcos Rogério (DEM-RO) recebeu parecer da consultoria técnica informando que o afastamento do deputado não atrapalharia no andamento do processo.
No dia 10 de maio de 2016, o advogado de defesa do presidente afastado, Marcelo Nobre, descartou a possibilidade de pedir a suspensão da tramitação da representação. Para ele, não há provas que possam levar à cassação do mandato do peemedebista. Deputados que integram a "tropa de choque" de Cunha contrariaram a expectativa e não manifestaram a intenção de pedir trancamento do processo disciplinar em virtude do afastamento do mandato determinado pelo STF. Na primeira sessão do conselho após a decisão da Corte, o grupo teve um comportamento atípico durante a sessão: ninguém fez a defesa enfática de Cunha e, quando se manifestaram, demonstraram interesse em acelerar os trabalhos. A reunião foi apenas para a apresentação de um parecer que estabelece novas regras de substituição de titulares e suplentes no colegiado. A proposta visa impedir mudanças no conselho na reta final da apreciação.
No dia 17 de maio de 2016, o advogado e professor de Direito Econômico da Universidade de São Paulo (USP), Tadeu de Chiara, terceira e última testemunha de defesa no processo de cassação em depoimento disse que não conhece o parlamentar. Ele explicou que foi procurado pela equipe de defesa de Cunha que deu a ele a tarefa de “estudar o caso” relativo aos trustes dos quais o deputado seria beneficiário. Nesta mesma data, devido pressão exercida sobre a bancada do PP pela tropa de choque do deputado afastado, a renúncia do deputado federal Cacá Leão à vaga de membro titular do Conselho de Ética foi decidida durante reunião com o líder do partido na Casa, Agnaldo Ribeiro.
No dia 25 de maio de 2016, em resposta a uma questão de ordem do deputado Carlos Marun (PMDB-MS), o presidente interino da Câmara, Waldir Maranhão (PP-MA), deu nova decisão favorável ao deputado Eduardo Cunha (PMDB-RJ). Em sua decisão, o relatório final do processo terá que se limitar às denúncias contidas mencionadas no parecer preliminar aprovado pelo Conselho de Ética.
No dia 1º de junho de 2016, Marcos Rogério apresentou o parecer que pede a cassação. Ele afirma que o peemedebista mentiu quando disse à CPI da Petrobras que não possui contas no exterior.
No dia 7 de junho de 2016, a análise do parecer foi adiada. O presidente do Conselho de Ética, José Carlos Araújo (PR-BA), deixou a votação do parecer para o dia 8 de junho de 2016, após Marcos Rogério pedir mais tempo para se pronunciar sobre voto em separado, no qual é defendida a punição mais branda de suspensão do mandato.
No dia 9 de junho de 2016 foi adiado - pela terceira vez - para o dia 14 de junho de 2016; sem quórum suficiente para abrir a sessão, a Comissão de Constituição e Justiça (CCJ) da Câmara cancelou a reunião.
Após cerca de 8 meses de tramitação no Conselho de Ética, o pedido de cassação do mandato de Cunha, que foi considerado o mais longo da história do Conselho, foi aprovado em 14 de junho de 2016. O parecer realizado pelo relator do pedido de cassação, deputado Marcos Rogério da Silva Brito, foi aprovado por 11 votos contra 9 o que permitiu que o processo pudesse seguir adiante, sendo então encaminhado à Comissão de Constituição e Justiça da Câmara e posteriormente para votação no plenário.

### Recursos na Comissão de Constituição e Justiça
Em 14 de julho de 2016, deputados votaram pela rejeição do recurso de Eduardo Cunha na Comissão de Constituição e Justiça (CCJ) contra o processo de cassação do seu mandato. Foram 48 votos rejeitando parecer de Ronaldo Fonseca (PROS-DF), contra 12 votos acolhendo o pedido. Pouco antes do resultado, Cunha fez um rápido pronunciamento afirmando que está sendo cassado pelos colegas por omissão de informação, com um processo baseado em acusações não comprovadas de delatores.

### Processo no Plenário da Câmara
Em 30 de agosto os deputados assinaram o compromisso e o presidente da Câmara Rodrigo Maia confirmou para 12 de setembro de 2016 a cassação do deputado.
No dia 12 de setembro de 2016, o plenário da Câmara finalmente aprovou a cassação de seu mandato. Votaram pela sua absolvição apenas 10 parlamentares: Arthur Lira (PP-AL), Carlos Andrade (PHS-RR), Carlos Marun (PMDB-MS), Dâmina Pereira (PSL-MG), João Carlos Bacelar Filho (PR-BA), Jozi Araújo (PTN-AP), Júlia Marinho (PSC-PA), Marco Feliciano (PSC-SP), Paulinho da Força (SD-SP) e Wellington Roberto (PR-PB).
Outros 9 deputados se abstiveram: Laerte Bessa (PR-DF); Rôney Nemer (PP-DF); Alfredo Kaefer (PSL-PR); Nelson Meurer (PP-PR); Alberto Filho (PMDB-MA); André Moura (PSC-SE); Delegado Edson Moreira (PR-MG); Mauro Lopes (PMDB-MG); e José Saraiva Felipe (PMDB-MG).

## Afastamento
O afastamento de Eduardo Cunha da Câmara dos Deputados consistiu numa liminar (decisão provisória) concedida pelo ministro do Supremo Tribunal Federal (STF) Teori Zavascki, determinando na quinta-feira, 5 de maio de 2016, o afastamento do presidente da Câmara Federal, Eduardo Cunha (PMDB-RJ) do mandato de deputado federal. Mesmo com o afastamento, Eduardo Cunha permanecia deputado, mas não pôde exercer as atividades parlamentaristas, nem presidir a Casa. Prosseguiu com a prerrogativa de foro privilegiado, com investigação no STF, tendo sido réu na Operação Lava Jato.
A decisão de afastamento foi sustentada pelo fato dele (tanto no cargo de deputado como de presidente da Casa) interferir na investigação contra ele mesmo na Lava Jato; além de que, no exercício da Presidência da Câmara, se encontrava na linha sucessória da presidência da República, portanto, não podendo ter denúncias no Supremo.
Foi a primeira vez na história que o STF afastou um presidente da Câmara dos Deputados. 

### Processo judicial
O pedido de afastamento foi solicitado pelo procurador-geral da República, Rodrigo Janot, em dezembro de 2015, mas o ministro Teori Zavascki afirmou que precisou analisar a questão cautelosamente, pois havia receio de interferência da Corte em outro poder. Porém, a decisão aconteceu um dia depois de o ministro Marco Aurélio Mello decidir a colocação na pauta de julgamento de outro pedido de afastamento, feito pela Rede.
Onze ministros do STF decidiram, no dia 5 de maio de 2016, manter a suspensão do mandato e o afastamento por tempo indeterminado do deputado, que ratificou a liminar do ministro. Eles apontaram que o deputado abusou do cargo para atrapalhar as investigações da Lava Jato e o andamento do processo de cassação. O mesmo responde no Conselho de Ética e Decoro Parlamentar da Câmara, devido ser réu e alvo de investigações na operação. Cunha disse que iria recorrer, mas descarta a hipótese em renunciar e diz que vem sofrendo ataques pelo processo de impeachment da presidente Dilma Rousseff.

### Consequências

#### Sucessão na Presidência da República
Com o afastamento, o processo de impeachment da presidente Dilma Rousseff (PT) em seguimento, a linha sucessória da Presidência pode ser alterada, pois o presidente interino da câmara, o deputado Waldir Maranhão (PP-MA), não entra na linha sucessória, de acordo com a Mesa Diretora da Câmara.

#### Sucessão na Presidência da Câmara dos Deputados
Existem duas vertentes sobre a sucessão de Eduardo Cunha, na Presidência da Câmara Federal.
- A primeira diz que apenas a retirada definitiva do mandato e também do cargo de presidente da Câmara é feita pela própria Câmara. Então, Waldir Maranhão permanece no cargo até que o afastamento definitivo do deputado seja feito pelo Conselho de Ética, enquanto que a decisão do Supremo é temporária. Além disto, o cargo não se encontra vago, impossibilitando assim, novas eleições.
- A segunda diz que apesar de não ser definitiva a decisão, já representa o afastamento definitivo da presidência; essa vertente entende que a decisão deixa claro que ele nunca assumirá a presidência do país por ser investigado pelo STF, estando impedido de permanecer na presidência da Câmara. Se esta última interpretação vencer, o presidente interino terá que convocar novas eleições para presidência em até cinco sessões legislativas.[26]

#### Perda de direitos pela suspensão do mandato
A Direção Geral da Câmara debateu a retirada de direitos e regalias do deputado, como uso de residência oficial, segurança da Polícia Legislativa, suspensão de pagamento para assessores e corte de salário. Porém, em uma matéria do dia 13 de maio de 2016, publicado no site Terra, o primeiro secretário da Câmara Federal, Beto Mansur, disse que ele continuaria recebendo vários dos benefícios concedidos, uma vez que ainda é deputado apesar do afastamento.
| “ | Fizemos uma simetria entre Dilma e Cunha. Claro que Cunha não terá direito à cota Ceap, que é um reembolso da atividade parlamentar que ele não está exercendo. Mas o restante terá uma simetria com o que foi dado à Dilma. Preparamos o ato, que foi aprovado na Câmara, sobre esse assunto. E ele será retroativo ao dia 5 de maio, quando houve a decisão judicial | ” |

#### Processo de cassação no Conselho de Ética
Em maio de 2016, o relator do processo de cassação de Eduardo Cunha, o deputado Marcos Rogério (DEM-RO) recebeu parecer da consultoria técnica informando que o afastamento de Cunha não atrapalha no andamento do processo no Conselho de Ética.

### Repercussão e reações

#### Reações de políticos
- Beto Mansur: o primeiro-secretário da Mesa Diretora da Câmara Federal, deputado Beto Mansur (PRB-SP), classificou o afastamento como algo novo e inédito.[31]
- Bruno Cunha Lima: para o deputado estadual Bruno Cunha Lima (PSDB-PB) a Faxina deve começar em casa, quem deve começar a fazer isso é a classe política, isso é bom para a classe política, isso acaba com o discurso da seletividade, de que a Lava Jato era destinada ao PT e aos partidos da base aliada. Tem que acabar com esse ideário, porque a justiça não é movida por bandeira política e, a partir de agora, é bom que o funil fique ainda mais estreito, que só passe quem deve estar na vida política que é quem está disposto a somar, quem está disposto a contribuir, porque se tiver qualquer outra finalidade, não, a vida política não é para esse tipo de gente.[33]
- Dilma Rousseff: no mesmo dia do afastamento, na cerimônia do início da operação comercial da usina hidrelétrica Belo Monte, no Pará, a presidente Dilma Rousseff relatou sobre a situação - "A única coisa que eu lamento, mas eu falo antes tarde do que nunca, é que infelizmente ele conseguiu. Vocês assistiram ele presidindo na cara de pau o processo na Câmara, lamentável processo na Câmara".[29][34]
- Eugênio Aragão: na manhã do dia do afastamento, o ministro da Justiça, Eugênio Aragão, disse que vem tarde, quando participava da abertura do II Congresso Internacional de Direito Eleitoral, na Universidade Presbiteriana Mackenzie, em São Paulo. Para ele, se a decisão tivesse sido antes, não teria havido admissibilidade do Processo de impeachment de Dilma Rousseff, na Câmara dos Deputados, pois o processo foi desencadeado por uma atitude de vingança pelo fato do PT não querer dar apoio a ele na Comissão de Ética.[35]
- José Carlos Araújo: em 5 de maio de 2016, o atual presidente do Conselho de Ética na Câmara, deputado José Carlos Araújo, disse que com a decisão do STF, o colegiado do processo de cassação de Eduardo Cunha respira mais aliviado e o processo tramitará sem sobressaltos.[36]

#### Reações de juristas
- Joaquim Barbosa: o ex-presidente do Supremo Tribunal Federal, Joaquim Barbosa, classificou a decisão do ministro Teori Zavascki de afastar o deputado Eduardo Cunha do mandato e do cargo de presidente da Câmara de corajosa e extraordinária. As mensagens de apoio à decisão do STF foram feitas em sua conta no Twitter.[37]

#### Repercussão internacional
Ele foi denominado pela imprensa internacional de poderoso rival e condutor do impeachment de Rousseff. Vários jornais da Europa, Estados Unidos e Argentina deram destaque ao seu afastamento.